# William M. Pingry

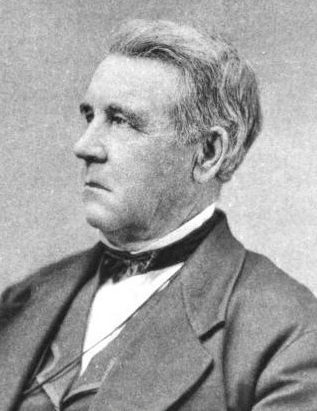
William Morrill Pingry

William Morrill Pingry (* 28. Mai 1806 in Salisbury, New Hampshire; † 1. Mai 1885 in Perkinsville, Vermont) war ein US-amerikanischer Anwalt und Politiker, der von 1853 bis 1860 State Auditor von Vermont war.

## Leben
William Morrill Pingry wurde in Salisbury, New Hampshire geboren. Er studierte Rechtswissenschaften und erhielt im Jahr 1832 im Caledonia County seine Zulassung zum Anwalt. In Waitsfield eröffnete er eine Anwaltskanzlei.  Pingry übte auch das Amt des Stadtschreibers von Waitsfield aus.
Im Jahr 1841 zog Pingry ins Windsor County, zuerst wohnte er in Springfield und später in Perkinsville. In Perkinsville war er zudem in öffentlichen Ämtern tätig. Er war Friedensrichter, Master im Court of Chancery und stellvertretender Stadtschreiber.
Als Assistant Judge war er sowohl im Washington County als auch im Windsor County tätig. Als Mitglied der Republikanischen Partei war er Abgeordneter im Repräsentantenhaus von Vermont und im Senat von Vermont.
Sein großes Interesse in Bildung brachte Pingry dazu, Gründer und Mitglied des Board of Trustee der Vermont Academy in Saxtons River zu sein.
Als gläubiger Baptist diente Pingry in der Kirche als Diakon, Lehrer der Sonntagsschule und Superintendent der Sonntagsschule.
Im Jahr 1850 war Pingry Delegierter auf der Vermonter Constitutional Convention.
Als Vermonts State Auditor war Pingry von 1853 bis 1860 tätig. Kassierer der White River Bank von Bethel war Pingry von 1854 bis 1857.
Das Dartmouth College verlieh den Ehrenabschluss Master of Arts an Pingry im Jahr 1860.
Pingry erforschte und schrieb seine Familiengeschichte im Jahr 1881: A Genealogical Record of the Descendants of Moses Pengry, of Ipswich, Mass.
Er starb in Perkinsville am 1. Mai 1885, nachdem er an einer Lungenentzündung erkrankt war.